# Перцов, Юрий Моисеевич
Юрий Моисеевич Перцов (1894 — после 1949) — советский сотрудник органов государственной безопасности, в разные годы был исполняющим обязанности начальника Приморского губернского отдела ГПУ, начальником Мариупольского окружного отдела ГПУ, начальником Одесского областного отдела ГПУ, кавалер ордена Красного Знамени (1923).

## Биография
В 1910–1911 член партии «Поалей-Цион», член РКП(б) с 1918. С 1919 в ВЧК при СНК РСФСР, затем в Особом отделе ВЧК Южного фронта. В 1921–1922 начальник Секретно-оперативной части Киевской губернской ЧК. Участник подавления Куренёвского мятежа. В 1922–1923 начальник Секретно-оперативной части Полномочного представительства ГПУ по Правобережной Украине, председатель Коллегии обвинителей Киевского губернского революционного трибунала. В 1923 заместитель председателя Киевского губернского суда. В 1923–1925 начальник Секретно-оперативной части и заместитель начальника Приморского губернского отдела ГПУ, в 1923–1924 исполняющий обязанности начальника Приморского губернского отдела ГПУ. В 1925–1926 в распоряжении ОГПУ при СНК СССР. В 1926–1927 заместитель начальника Управления пограничной охраны и войск Полномочного представительства ОГПУ по ЗСФСР. В 1927–1929 начальник Мариупольского окружного отдела ГПУ. В 1929–1930 заместитель начальника Особого отдела ОГПУ Украинского военного округа. В 1930–1932 начальник Одесского оперативного сектора ГПУ, в 1932–1933 начальник Одесского областного отдела ГПУ.
Уволен с должности в 1933 за постоянные оргии, контрабанду и растраты государственных денежных средств на свою любовницу – актрису З. Вансович. Вместо него был назначен Я. З. Каминский, который вместе с Ф. А. Леонюком стал приводить в порядок запущенные дела и наводить порядок в Одесском областном ГПУ. В том же 1933 арестован, приговорён к 5 годам лишения свободы, в 1938 приговорён еще к 5 годам лишения свободы. После освобождения, на 1949 заместитель начальника отдела технологического сбыта треста № 13 в Краснодаре.

## Награды
- Орден Красного Знамени (РСФСР) в 1923.[2]